# María Clara de Haití
María Clara de Haití (Marie-Claire Hereuse Félicité) fue emperatriz consorte de Haití. 

## Biografía
Nació en Léogâne en 1758, hija de Bonheur Guillaume y Marie-Sainte Lobelot. Estudió junto a su hermana, Elise, en Jacmel y el 21 de octubre de 1801, contrajo nupcias con Jean-Jacques Dessalines, futuro emperador de Haití. Tras la coronación de su esposo, en 1804, se convirtió en emperatriz consorte con el nombre de María Clara de Haití. En 1806, la monarquía fue abolida y Dessalines asesinado. En 1811, se convirtió en dama de honor de la reina de Haití, Doña María Luisa. En 1820, la monarquía desapareció y María Clara pasó a residir en Gonaïves, recibiendo del gobierno republicano una pensión de 1200 gourdes. En 1849, al volverse a instaurar el imperio, con Faustin Soulouque a la cabeza, María Clara recibió la admiración de la emperatriz Adelina, quien la invitó a formar parte de su cortejo. El 8 de agosto de 1858, la exemperatriz haitiana murió en Gonaïves a la edad de cien años.